# 693-й гвардейский мотострелковый полк
693-й гвардейский мотострелковый Вапнярско-Берлинский Краснознамённый, орденов Суворова и Кутузова полк — тактическое формирование Сухопутных войск СССР и Сухопутных войск Российской Федерации. В составе Сухопутных войск СССР полк был танковым.
Условное наименование — войсковая часть № 66431 (в/ч 66431). Сокращённое наименование — 693 мсп.
Формирование входило первоначально в состав 12-й гвардейской танковой дивизии Западной группы войск, затем, с 1991 года, в состав 19-й мотострелковой дивизии Северо-Кавказского военного округа. Пункт постоянной дислокации до 1991 г. — г. Нойруппин (ГДР), после — г. Владикавказ Республики Северная Осетия.
Полк переформирован в 4-ю гвардейскую военную базу 1 февраля 2009 года.

## История
В годы Великой Отечественной войны формирование действовало первоначально под наименованием 164-я танковая бригада с 1942 года, затем как 66-я гвардейская танковая бригада с 1944 года в составе 12-го гвардейского танкового корпуса. Боевой путь бригады проходил по донским степям, территориям УССР, Польши и Германии.
После окончания Второй мировой войны 66-я гвардейская танковая бригада переформирована в 66-й гвардейский танковый полк в 1945 году. В 1957 году полк сменил нумерацию и стал именоваться как 353-й гвардейский танковый полк.
На конец 1980-х годов полк находился в составе 12-й гвардейской танковой дивизии (в/ч 58440) 3-й общевойсковой армии в г. Нойруппин (ГДР) и именовался как 353-й гвардейский танковый Вапнярско-Берлинский Краснознамённый, орденов Суворова и Кутузова полк (в/ч 60689). Вместе с 200-м гвардейским мотострелковым полком 12-й гвардейской танковой дивизии, он был выведен из ГДР на Северный Кавказ и включён в состав 19-й мотострелковой дивизии с переформированием, согласно директиве Генерального штаба № 453/1/01391 от 28 ноября 1991 года, в 693-й гвардейский мотострелковый полк.
Полк принял участие в Первой чеченской войне. Участвовал в штурме Грозного зимой 1994—1995 гг. в составе группировки российских сил «Запад»; к началу штурма полк имел 1737 человек личного состава, 19 танков, 35 боевых машин пехоты, 32 бронетранспортёра, 32 артиллерийских орудия, включая миномёты. 31 декабря 1994 г. в 18:00 693-й полк был остановлен и окружён в районе парка имени Ленина, а 18 января соединился в центре города с группировкой российских сил «Север». Позднее участвовал в Шатойской операции 1995 года.
C 2000 года полк участвовал во Второй чеченской войне.
Полк принимал участие в войне в Грузии 2008 года. Вместе со 135-м полком пересёк Рокский тоннель, придя на помощь юго-осетинскому ополчению и окружённым российским силам ССПМ из состава 2-го батальона 135-го полка. Согласно данным грузинской разведки, 7 августа в 3:40-3:50 полк (через Рокский тоннель) вошёл на территорию Южной Осетии, до начала боёв за Цхинвали. Формирование потеряло в ходе боёв 6 человек убитыми. Из них 5 человек было убито у села Земо-Хвити (Верхний Хвити, груз. ზემოხვითი) южнее Цхинвала, включая весь экипаж танка Т-72Б из трёх человек. В ходе артиллерийской дуэли в расположенном на юге Цхинвали районе Шанхай от осколочного ранения погиб командир одной из САУ 2С3, причиной потери был выбор удобной, но хорошо просматриваемой с грузинской стороны огневой позиции.
На момент российско-грузинского кризиса 693-й гвардейский мотострелковый полк располагал: 30 танками Т-72; 126 БМП (121 БМП-2, 5 БРМ-1К); 2 БТР-80; 4 ЗРПК «Тунгуска»; 12 2С3 «Акация»; 11 БМП-1КШ; 2 ПРП-4; 3 ПУ-12; 2 РХМ; 1 МТУ-20; личным составом численностью в 2220 человек.
В ходе реформы Вооружённых сил России полк был переформирован 1 февраля 2009 года в 4-ю гвардейскую военную базу с пунктами постоянной дислокации в г. Цхинвал и в п. Джава.

## Состав

### 1942 год
В декабре 1942 г. бригада переформирована по штатам № 010/270-010/277 от 31 июля 1942 г.:
- Управление бригады [штат № 010/270];
- 360-й отд. танковый батальон [штат № 010/271];
- 361-й отд. танковый батальон [штат № 010/272];
- Мотострелково-пулемётный батальон [штат № 010/273];
- Истребительно-противотанковая батарея [штат № 010/274];
- Рота управления [штат № 010/275];
- Рота технического обеспечения [штат № 010/276];
- Медико-санитарный взвод [штат № 010/277].[2]

### 1943 год
Директивой ГШ КА № орг/3/2243 от 31 декабря 1943 г. переведена на штаты № 010/500-010/506:
- Управление бригады [штат № 010/500];
- Рота управления [штат № 010/504];
- 1-й танковый батальон [штат № 010/501] — до 01.07.1944 — 360-й отд. танковый батальон;
- 2-й танковый батальон [штат № 010/501] — до 01.07.1944 — 361-й отд. танковый батальон;
- 3-й танковый батальон [штат № 010/501];
- Моторизованный батальон автоматчиков [штат № 010/502];
- Зенитно-пулемётная рота;
- Рота технического обеспечения [штат № 010/505];
- Медсанвзвод [штат № 010/506].[2]

### 1944 год
- Управление бригады [штат № 010/500];
- 1-й отдельный танковый батальон [штат № 010/501];
- 2-й отдельный танковый батальон [штат № 010/501];
- 3-й отдельный танковый батальон [штат № 010/501];
- Моторизованный батальон автоматчиков [штат № 010/502];
- Зенитно-пулемётная рота [штат № 010/503];
- Рота управления [штат № 010/504];
- Рота технического обеспечения [штат № 010/505];
- Медсанвзвод [штат № 010/506].[3]

## Командиры
- 01 февраля 1942 — 06 ма 1942 — Севастьянов, Степан Афанасьевич, подполковник, с 06.05.1942 полковник;
- 07 мая 1942 — 15 ноября 1942 — Новохатько, Михаил Степанович, подполковник;
- 16 ноября 1942 — 23 мая 1943 — Кузнецов, Андрей Иванович, подполковник, с 16.02.1943 полковник;
- 24 мая 1943 — 30 августа 1944 — Копылов, Николай Вениаминович, подполковник, с 15.12.1943 полковник;
- 01 сентября 1944 — 05 октября 1944 — Калабухов, Семён Самсонович, подполковник;
- 30 сентября 1944 — 24 апреля 1945 —  Павлушко, Аркадий Тимофеевич, полковник (тяжело ранен 24.04.1945);
- 25 апреля 1945 — 10 июня 1945 — Бударин, Герман Матвеевич, подполковник;[3][2]

## Награды и наименования
| Награда                   | № приказа (указа) и дата              | Краткое описание боевых заслуг |
| ------------------------- | ------------------------------------- | --- |
| Гвардейский               |                                       | |
| «Вапнярский»              | Приказ ВГК № 062 от 19.03.1944        | За взятие Вапнярки в УССР. |
| «Берлинский»              | Приказ ВГК № 0111 от 11.06.1945       | за отличия в боях при овладении столицей Германии городом Берлин. |
| Орден Красного Знамени    | Указ Президиума ВС СССР от 08.04.1944 | За образцовое выполнение заданий командования при форсировании Днестра, овладении городом и важным железнодорожным узлом Бельцы, выход на государственную границу и проявленные при этом доблесть и мужество. |
| Орден Суворова II степени | Указ Президиума ВС СССР от 09.08.1944 | За образцовое выполнение заданий командования в боях с немецкими захватчиками, за овладение городом Демблин и проявленные при этом доблесть и мужество. |
| Орден Кутузова II степени | Указ Президиума ВС СССР от 26.04.1945 | За образцовое выполнение заданий командования в боях с немецкими захватчиками при прорыве обороны немцев восточнее города Штаргард и овладении городами Бервальде, Темпельбург, Фалькенбург, Драмбург, Вангерин, Лабес, Фрайенвальде, Шифельбайн, Регенвальде, Керлин и проявленные при этом доблесть и мужество. |